# 超越自我3100英里跑挑战赛

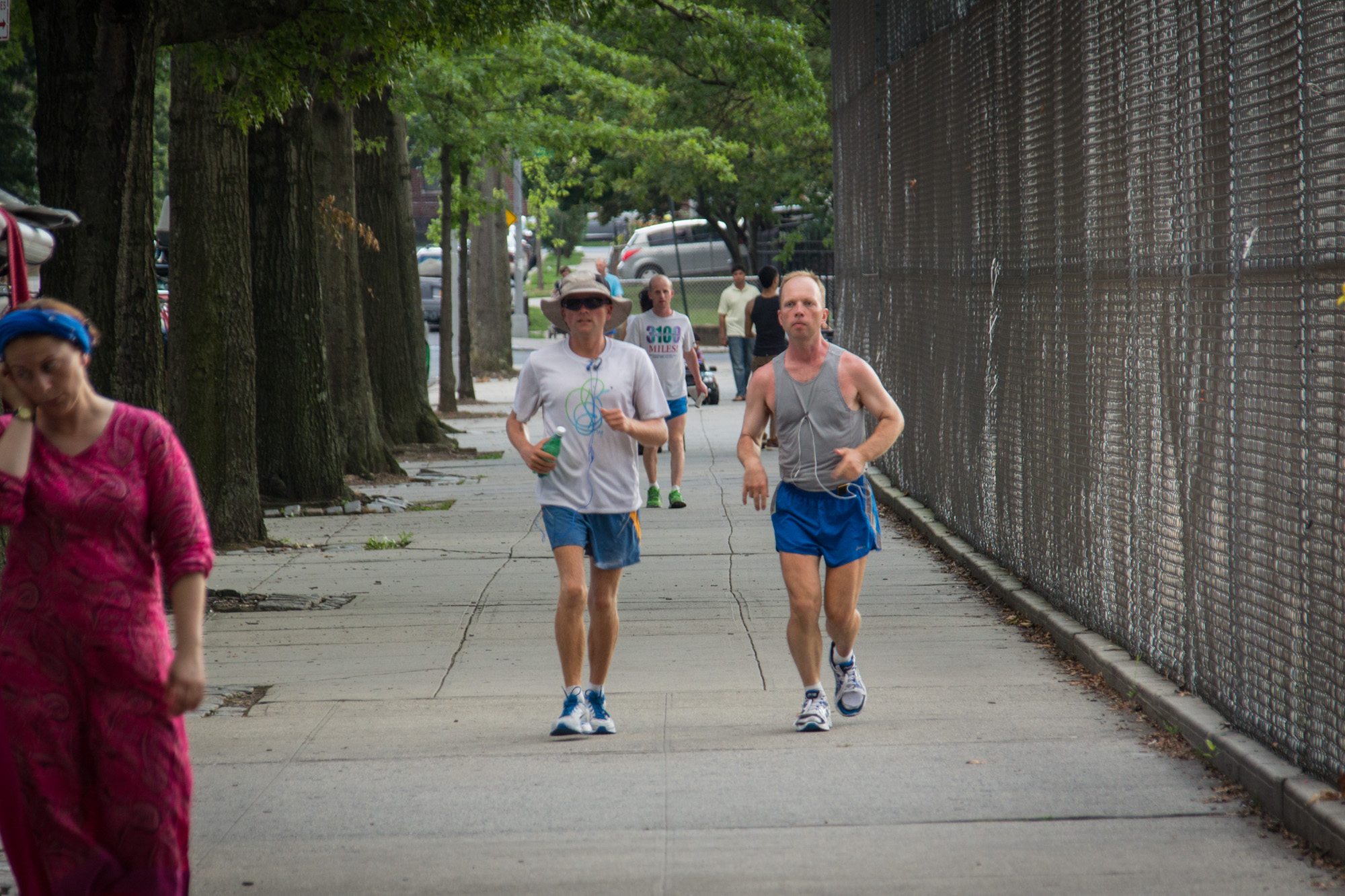
紐約，2012年。

超越自我3100英里跑挑战赛（英語：Self-Transcendence 3100 Mile Race），始于1985年，1997年起赛制为3100英里（4989公里），是世界上赛制最长的长跑比赛，每年6月至8月在纽约皇后区举行，需要在赛道跑5649圈，比赛时间共52天，每天18小时